# Кирил Гунев
Кирил Гунев е български юрист, финансист и политик, министър на финансите през 1935-1938 година и управител на Българската народна банка през 1938-1944.

## Биография
Кирил Гунев е роден 1887 година в Казанлък. През 1909 година завършва право в Париж. Между 1919 и 1920 година е съдия в София, а в периода 1920-1923 година е юрисконсулт на Дирекцията за стопански грижи и на Министерството на финансите.
От 1923 година Гунев работи в Българската народна банка като администратор и директор, през 1933-1935 година е неин подуправител. През 1935-1938 година е финансов министър в първото и второто правителство на Георги Кьосеиванов. След това е управител на Българската народна банка до есента на 1944 година с прекъсване през юни-август същата година.
На 13 ноември 1944 година Кирил Гунев и други негови подчинени са привлечени като обвиняеми към X състав на Народния съд, за дейността им при управлението на БНБ в периода на Втората световна война. Осъден е на 15 години затвор, 200 000 лева глоба и лишаване на права за 16 години.
Кирил Гунев умира през 1949 година.